# Pavel Jasanský (fotograf)
Pavel Jasanský (30. září 1938 Praha – 21. ledna 2021 Praha) byl český fotograf, grafik a výtvarník. 

## Život
Narodil se v Praze. Jeho otec Václav Jasanský (1910–2003) se z eléva vypracoval na obchodního ředitele nadnárodní reklamní společnosti, po roce 1948 patřil ke spoluzakladatelům podniku Propagační tvorba a podílel se na přípravě scénářů pro výstavy Expo. Matka Marie, rozená Šturcová (1912–1989), byla po svatbě v domácnosti. Později se jim ještě narodila sestra Alena, provdaná Strnadová.
Pavel Jasanský vystudoval jedenáctiletku a v roce 1961 dokončil studium geologie na Přírodovědecké fakultě Univerzity Karlovy v Praze. Následující tři roky pracoval v geologickém průzkumu. Již na přelomu 50. a 60. let fotografoval pro mladé hudební interprety. Od roku 1964 byl zaměstnán v propagačním oddělení Strojexportu. V 60. letech působil jako grafik vydavatelství Divoké víno, fotografoval pro řadu divadel (Poetická vinárna Viola, Balet Praha, divadla Za Branou a Na zábradlí). V roce 1968 se stal grafikem a fotografem registrovaným při ČFVU a dále působil tzv. „na volné noze“. Připravoval fotografické podklady a design gramodesek, plakátů a dalších vizuálních materiálů pro české hudebníky. V roce 1984 spolu s fotografem Vladimírem Birgusem a básníky Petrem Cincibuchem, Jaromírem Pelcem a Josefem Šimonem vydali fotografickou knihu Město. Její první verze ovšem byla stažena a kniha mohla vyjít až poté, co byla doplněna optimističtějšími fotografiemi Miroslava Hucka. Po roce 1989 Jasanský spoluzaložil agenturu Signum a provozoval grafické studio JAGO. V letech 1992–1998 vedl seminář multimediální tvorby na FAMU v Praze. Syn Lukáš Jasanský je rovněž fotografem.

## Dílo
Jádrem Jasanského tvorby je fotografie, především v žánru subjektivního dokumentu. Vedle toho vytvářel asambláže a grafiky, objekty, plastiky, projekce a instalace.  Dokumentární fotografii se věnoval od 60. let 20. století, tematicky se zaměřil zejména na menšiny, bolest, exotiku, okolní prostředí a napětí mezi člověkem a technologií. Vedle cyklu Paristory, který vznikl v Paříži v roce 1967, se k jeho nejznámějším fotografickým souborům řadí Most (1982), Masopust (1983), dlouhodobě rozšiřovaný soubor Olšanské hřbitovy (1981–1991) a zejména rozsáhlý soubor Nová krajina, noví obyvatelé (1985–1990). „Obrazy obrazů, plakátů, neónů, televizí i atrap všeho druhu vytvářejí paralelní vesmír 80. let" u posledně jmenovaného cyklu jsou podle historika umění Pavla Vančáta: „uhrančivou vizí společnosti na vrcholu i na počátku pádu, civilizace bez lidí, jen s jejich obrazy a otisky (...) jako vzpomínka na civilizaci, která ztratila svůj vlastní pevný referenční rámec.“
V letech 1981–1982 se Jasanský podílel na neoficiální výtvarné akci Most, kterou malíř Jiří Sozanský organizoval jako reakci na zničení historicky cenného města Most kvůli těžbě uhlí. V polovině 80. let se inspirace Sozanského dílem (a zpočátku ve spolupráci s ním) projevila v Jasanského velkoformátových inscenovaných fotografických aktech doplňovaných expresivní gestickou malbou (Tělo, 1985–1986). V 2. polovině 80. let patřil také k prvním českým umělcům experimentujícím s médiem videa. Společně s fotografií a sochou ho uplatnil např. v multimediální instalaci Divák (1989).

## Samostatné výstavy
- 1968 Fotografie z pořadů 3 sezon Violy. Divadlo Viola, Praha
- 1981 Nová krajina, noví obyvatelé. Kabinet fotografie Jaromíra Funka, Brno
- 1983 20 let ve fotografiích Pavla Jasanského. Malá galerie Československého spisovatele, Praha
- 1984 Nová krajina, noví obyvatelé. Sovinec
- 1985 Fotografie. Výstavní síň Fotochema, Praha
- 1987 Těla. Výstavní síň Fotochema, Praha
- 1989 Pavel Jasanský. Galerie Nahoře, České Budějovice
- 1990 Těla. Galerie 4 - Galerie fotografie, Cheb
- 1991 Nová krajina, noví obyvatelé. Galerie Stará radnice, Brno
- 1991 Město Olšany. Malá galerie České spořitelny, Kladno
- 2001 Botič. České centrum fotografie, Praha
- 2009 Malá retrospektiva. Galerie Šternberk
- 2009 Retrospective. Galerie Klatovy / Klenová, Janovice nad Úhlavou[7]
- 2018 Pavel Topáš Jasanský. Fotograf Gallery, Praha[3]
- 2019 Pavel Topáš Jasanský. Fotografická galerie Fiducia, Ostrava